# Rösehöfe
Rösehöfe ist eine Ortslage der Stadt Obernkirchen im Landkreis Schaumburg in Niedersachsen.
Der niedersächsische Landtag beschloss im Oktober 1954, die Gemeinde Rösehöfe im damaligen Landkreis Schaumburg-Lippe zum 31. März 1955 aufzulösen und in die angrenzende Stadt Obernkirchen im damaligen Landkreis Grafschaft Schaumburg einzugliedern.
Der niedersächsische Staatsgerichtshof bestätigte im Jahr 1958 die Rechtmäßigkeit der Eingliederung. Diese war wegen der über 300 Jahre währenden getrennten Entwicklung in benachbarten Staatswesen in Frage gestellt worden.

## Geographie
Rösehöfe liegt nördlich des Liethbachs am Nordostrand des Stadtteils Obernkirchen.
Zwischen zwei etwa 600 m voneinander entfernten Bauernhöfen erstreckt sich eine Wohnsiedlung entlang des Sülbecker Wegs.

## Geschichte
Röfehöfe wurde 1180 als Rosen, 1391 als bot to der Rose und 1472 als tor Rose erwähnt.
im Jahr 1954 hatte die Gemeinde Rösehöfe, 412 Einwohner und eine Fläche von etwa 71 Hektar.
Schüler besuchten die Schule in der gleichfalls selbstständigen schaumburg-lippeschen Gemeinde Beeke südwestlich von Obernkirchen.